# La Chaux-de-Fonds
La Chaux-de-Fonds je město v kantonu Neuchâtel ve Švýcarsku. Žije zde přibližně 39 tisíc obyvatel.
Spolu s městy Biel/Bienne a Le Locle je jedním z nejznámějších měst, spojených s výrobou švýcarských hodinek. Je největším městem v pohoří Jura a čtvrtým největším městem ve francouzsky mluvícím západním Švýcarsku (tzv. Romandie). La Chaux-de-Fonds leží v nadmořské výšce kolem 1000 metrů, což z něj činí jedno z nejvýše položených měst v Evropě. Navzdory své velikosti si dokázalo zachovat venkovský ráz díky rozlehlé a jen velmi řídce osídlené okolní krajině, což mu také vyneslo název Ville à la campagne („město na venkově“).
La Chaux-de-Fonds bylo v roce 2009 zapsáno na seznam světového dědictví UNESCO kvůli architektonické hodnotě šachovnicové zástavby města a četným secesním stavbám.

## Geografie
La Chaux-de-Fonds leží v nadmořské výšce 992 metrů, vzdušnou čarou asi 15 km severoseverozápadně od hlavního města kantonu, Neuchâtelu, nedaleko hranic s francouzským regionem Franche-Comté. Průmyslové město se rozkládá v širokém vysoko položeném údolí bez povrchového vodního toku v Neuchâtelském Jurovi mezi vrcholy Mont Sagne na jihovýchodě a Pouillerel na severozápadě.
Rozloha největší obce kantonu, 55,7 km², pokrývá část Neuchâtelského Jury. Hlavní oblastí osídlení je vysoko položené údolí La Chaux-de-Fonds v průměrné nadmořské výšce 1000 m. Vysoké údolí je široké až 1 km, dlouhé asi 7 km a mírně se svažuje k severovýchodu. Severovýchodním pokračováním vysokého údolí je Combe du Valanvron, zářezové údolí hluboko zaříznuté do náhorní plošiny. Protéká jím potok La Ronde, vlévá se do Cul des Prés, dále se opět vynořuje a u Biaufondu se vlévá do řeky Doubs. Severovýchodní hranice La Chaux-de-Fonds probíhá podle pravítka v oblasti Combe du Valanvron, zatímco jihozápadní hranice leží zhruba na topografickém rozvodí mezi vysokým údolím La Chaux-de-Fonds a pánví Le Locle.
Severozápadně od tohoto vysokého údolí se nachází široký hřeben Pouillerel (1276 m n. m.), jehož severovýchodní pokračování tvoří masiv Sombaille (1186 m n. m.) a náhorní plošiny Les Bulles a Valanvron. Toto pohoří se strmě svažuje ke dnu údolí řeky Doubs, nejméně o 400 m níže. Severní hranice obce vede podél řeky. Strmé svahy údolí (Côtes du Doubs) jsou hustě zalesněné a částečně protkané skalními výchozy.
Na jihovýchodě se území obce rozkládá na přilehlých výšinách s vrcholy Mont Jacques (1138 m n. m.), Mont Sagne (1215 m n. m.), Cornu (1173 m n. m.) a na výšinách Cibourg (až 1100 m n. m.). Nejvyšší bod obce se nachází ve výšce 1329 m n. m. na vrcholu Roche aux Cros západně od průsmyku Vue des Alpes, který je součástí antiklinály Tête de Ran. Na jurských výšinách jsou rozsáhlé pastviny s charakteristickými mohutnými smrky, které stojí buď jednotlivě, nebo ve skupinách. Východně od Mont Sagne zasahuje oblast do sníženiny Les Convers, nejhořejší části údolí Vallon de Saint-Imier. V roce 1997 tvořila 16 % rozlohy obce zastavěná plocha, 28 % lesy a háje a 55 % zemědělství; méně než 1 % tvořila neproduktivní půda.
Sousedními obcemi La Chaux-de-Fonds jsou Les Planchettes, Le Locle, La Sagne a Val-de-Ruz v kantonu Neuchâtel, Renan a La Ferrière v kantonu Bern, Les Bois v kantonu Jura a Fournet-Blancheroche, Bonnétage a Grand'Combe-des-Bois v sousední Francii.

## Historie
Kromě několika pozůstatků z období paleolitu, které byly objeveny v jeskyních v údolí řeky Doubs, neexistuje až do středověku žádný důkaz o přítomnosti lidí ve vysoko položeném údolí La Chaux-de-Fonds.

### Středověk

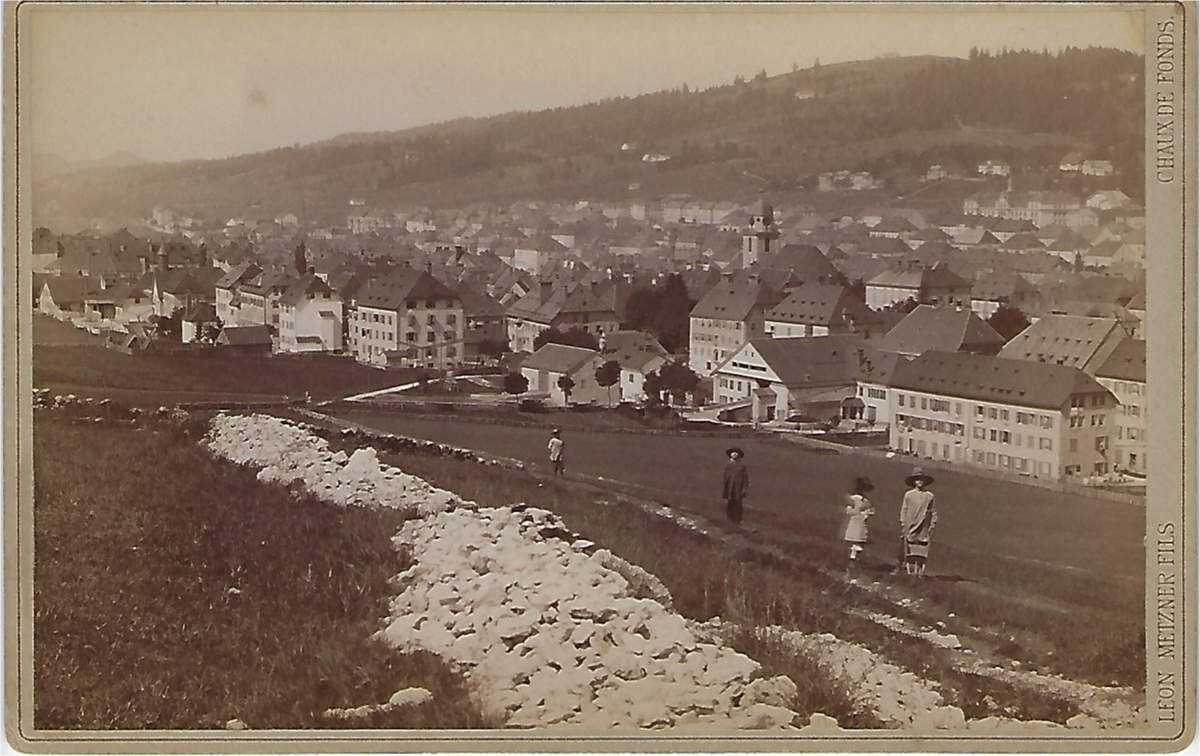
La Chaux-de-Fonds (před 1880)

První zmínka o obci pochází z roku 1350 a je označována jako la Chaz de Fonz, jako letní pastvina pro zemědělce z níže položeného údolí Val de Ruz. Rané varianty zápisu jsou la Chaul de Fons (1342), la Chaul de Font (1358) a la Chault de Font (1378). První prvek jména pochází z keltského *calm' pro neobydlenou, suchou zemi. Druhý prvek názvu je obtížné interpretovat, možná odkazuje na Fontaines v údolí Val de Ruz. Pokud je správné druhé vysvětlení, znamená La Chaux-de-Fonds „letní pastvina Fontaines“. Přídomek v názvu místa naznačuje, že místo bylo osídleno až po 12. století.
Rekultivace a osídlení vysoko položeného údolí La Chaux-de-Fonds probíhalo ve dvou fázích: Ve 14. století se zde usadili zemědělci z údolí Val de Ruz, zatímco v 15. a 16. století přicházeli osadníci spíše z údolí Vallée des Ponts a Le Locle. Oblast byla pod vládou Valangina. Kvůli nedostatku vody ve vysoko položeném údolí (na rozdíl od Le Locle zde není žádný povrchový vodní tok, který by umožňoval provoz mlýnů nebo pil) se La Chaux-de-Fonds zpočátku rozvíjelo velmi pomalu. Kolem roku 1530 byla v oblasti zavedena reformace. Ještě v 16. století tvořilo La Chaux-de-Fonds jen několik domů a různé jednotlivé statky v okolí. Nižší soudní pravomoc nad městem mělo Le Locle, vyšší soudní pravomoc měli páni z Valanginu. Spolu s panstvím Valangin připadlo La Chaux-de-Fonds v roce 1592 hrabství Neuchâtel.
První fáze růstu začala během třicetileté války, protože město mělo poměrně výhodnou polohu na obchodních cestách z Neuchâtelu do Franche-Comté a Basileje. Dokumentem podepsaným knížetem z Neuchâtelu bylo La Chaux-de-Fonds 2. prosince 1656 povýšeno na obec s vlastním nižším soudním okresem (mairie), což městu umožnilo pořádat tři jarmarky a týdenní trh. Příliv hugenotů vyhnaných z Francie s sebou přinesl silný populační růst a nové ekonomické impulsy.

### 18. století

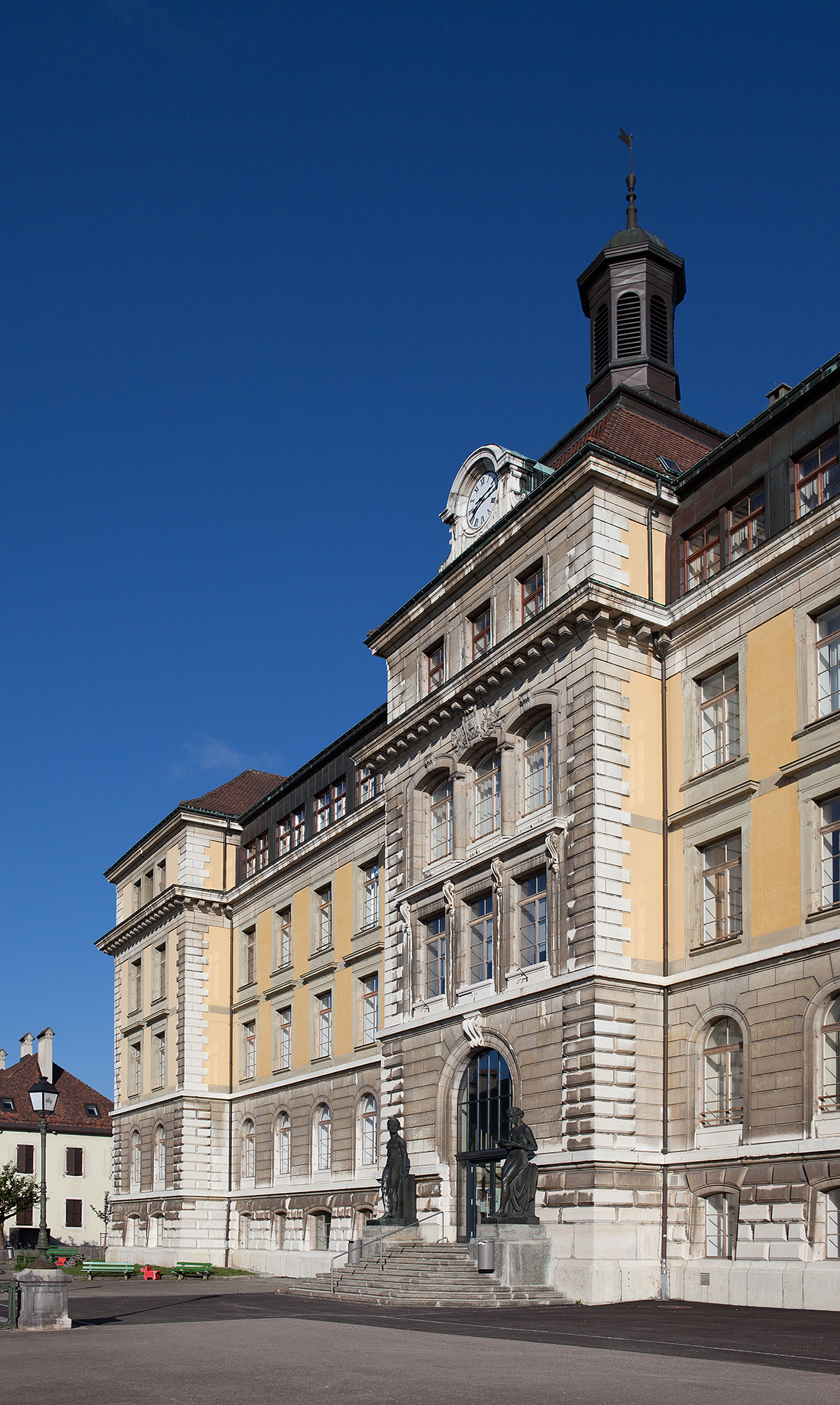
Bývalá průmyslová škola, v současnosti městská knihovna

Hospodářský rozmach La Chaux-de-Fonds začal v 18. století zavedením krajkářství, které se prosadilo vedle tradičních řemesel. Na počátku 18. století se v La Chaux-de-Fonds prosadilo také hodinářství, které bylo založeno v nedalekém Le Locle. Jejich výrobu sem přinesli hudenoti. Zpočátku se výroba krajek i hodinářských součástek prováděla převážně v domácnostech. Díky novým technickým možnostem se La Chaux-de-Fonds na konci 18. století rychle rozvinulo v průmyslovou obec a byly postaveny četné továrny.
Sociální napětí způsobené nerovnoprávným postavením obyvatel – byli zde měšťané, svobodní sedláci a hintersassen (ostatní obyvatelé) – bylo důvodem, proč byla v La Chaux-de-Fonds přivítána Velká francouzská revoluce. V roce 1793 se mnoho hodinářů přestěhovalo do Besançonu ve Francii. Po ničivém požáru, který v roce 1794 zdevastoval téměř tři čtvrtiny obce, začala za starosty Moïse Perret-Gentila přestavba na moderní město s pravoúhlým půdorysem. Plánováním nového města byl v roce 1835 pověřen inženýr Charles-Henri Junod, rodák z Auvernier, vesnice u Neuchâtelského jezera (dnes součást obce Milvignes). Navázal na první plány ortogonálního konceptu, se kterým přišel už kolem roku 1800 Moise Perret-Gentil.
La Chaux-de-Fonds bylo součástí knížectví Neuchâtel, které bylo od roku 1707 spojeno personální unií s Pruským královstvím. V roce 1806 bylo území postoupeno Napoleonovi I. a v roce 1815 se v rámci Vídeňského kongresu dostalo do Švýcarské konfederace, přičemž pruští králové zůstali až do neuchâtelského obchodu v roce 1857 také knížaty neuchâtelskými.

### 19. století

Na leteckém snímku z roku 1930 je dobře patrné pravoúhlé uspořádání ulic

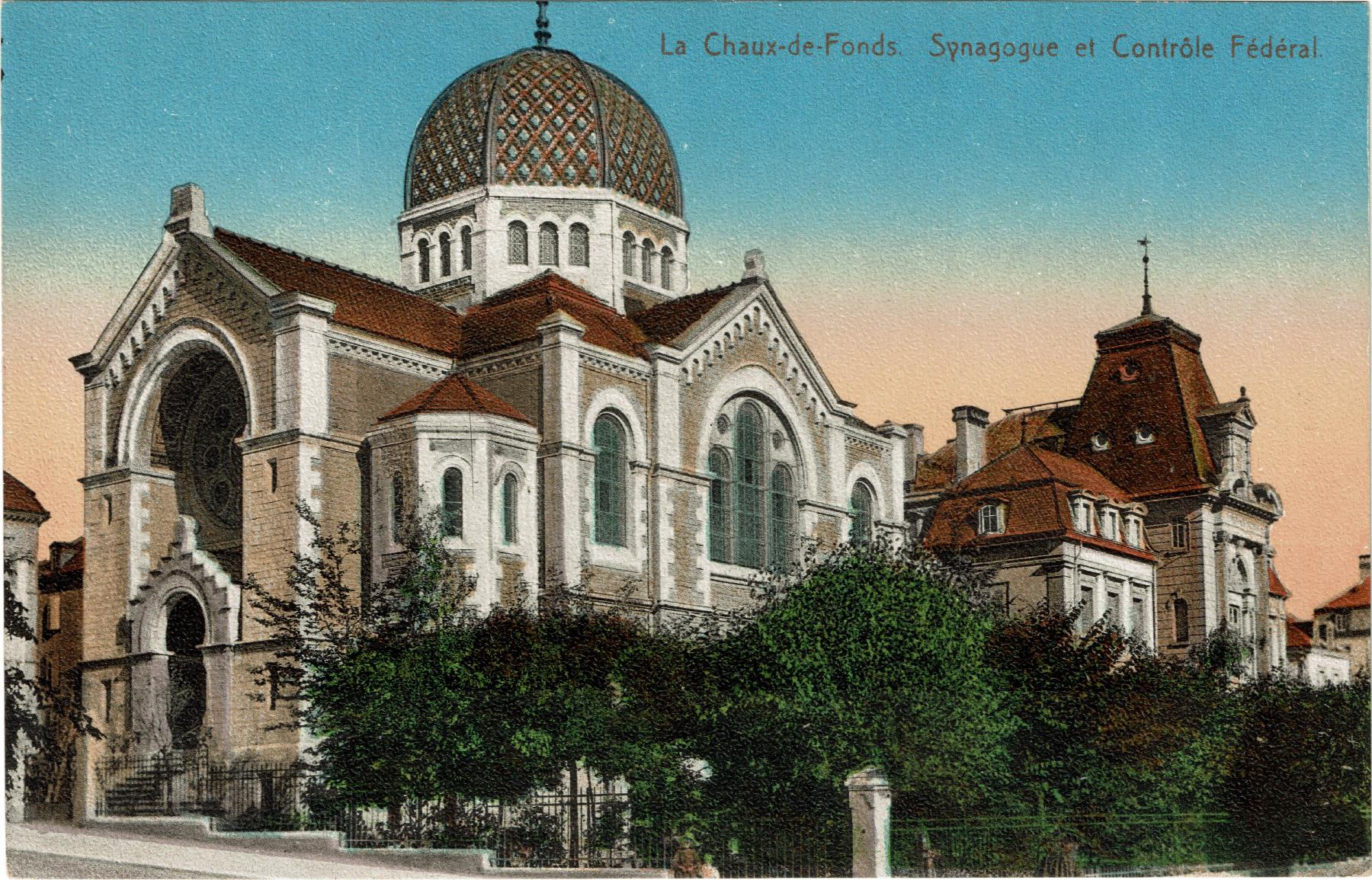
Synagoga v La Chaux-de-Fonds (vyobrazení z roku 1899)

Na počátku 19. století se La Chaux-de-Fonds rychle stalo centrem prosperujícího hodinářského průmyslu. Na rozdíl od Le Locle, které leží v úzké údolní kotlině, mělo La Chaux-de-Fonds dostatek možností k rozšíření. Při rozšiřování města v roce 1835 bylo zachováno přísné šachovnicové uspořádání. Po tzv. Neuchâtelské revoluci, ke které došlo 1. března 1848, se město stalo hospodářským centrem nově vznikajícího kantonu Neuchâtel a hlavním městem okresu. Na rozdíl od ostatních obcí byla podpora monarchie v La Chaux-de-Fonds a Le Locle velmi nízká, což Ústavodárnému shromáždění, které se sešlo 17. března 1848, poskytlo potřebnou většinu pro republikánský ústavní zákon, který byl přijat 30. dubna 1848 poměrem 5813 hlasů ku 4395. Čísla však také ukazují, že monarchie měla v okolních komunitách mnoho příznivců. Článek 6 nové spolkové ústavy stanovil, že Neuchâtel jako republika bude nyní pod ochranou konfederace. I přes jasné vyjádření nespokojenosti v londýnském protokolu z 8. května 1852 proto muselo Prusko, zaměstnané povstáním ve vlastní zemi, přijmout odtržení Neuchâtelu, a tím i La Chaux-de-Fonds, bez možnosti použít sílu.
V 70. letech 19. století se švýcarský hodinářský průmysl ocitl v krizi. Američtí podnikatelé začali vyrábět hodinky a jejich součásti v masovém měřítku a tradiční model jednotlivých řemeslníků nedokázal držet krok s rychlejší průmyslovou výrobou. Od 80. let 19. století se modernizace pomalu, ale jistě prosazovala i ve švýcarském hodinářském průmyslu.
Jednu z prvních moderních továren založili bratři Ditesheimové: Achilles, Leopold a Isidor. Rodina Ditesheimů se do La Chaux-de-Fonds přistěhovala v roce 1876. Mnoho židovských továrníků vstoupilo do hodinářského průmyslu koncem 19. století, a proto byli méně svázáni tradičními představami o hodinářích jako samostatných řemeslnících. Proto se obzvláště angažovali v modernizačních procesech a investovali do nich. Společnost Ditesheim dosáhla mezinárodního věhlasu a v roce 1905 byla přejmenována na „Movado“.
Hospodářský úspěch se opíral o nové pracovní síly, které se do La Chaux-de-Fonds stěhovaly. Z přibližně 180 středně velkých rodinných podniků ve městě vlastnily v roce 1912 asi 30 procent židovské rodiny. Židovská obec se během 20 let rozrostla z 541 na 900 členů.
Hodinářský průmysl najímal pracovníky ve svém kantonu, ale i ve Vaudu, Bernu a Alsasku, což vedlo k prudkému nárůstu německy mluvícího obyvatelstva. Masivní přistěhovalectví ve druhé polovině 19. století a s ním spojená expanze měst vedly k urbanizaci, která byla tehdy známá zejména z amerických měst. I Karl Marx komentoval vývoj La Chaux-de-Fonds ve svém hlavním díle Kapitál.
K územní změně došlo v roce 1900, kdy byla obec Les Eplatures, původně součást Le Locle, která od roku 1848 tvořila samostatnou obec, sloučena s La Chaux-de-Fonds.

### 20. století

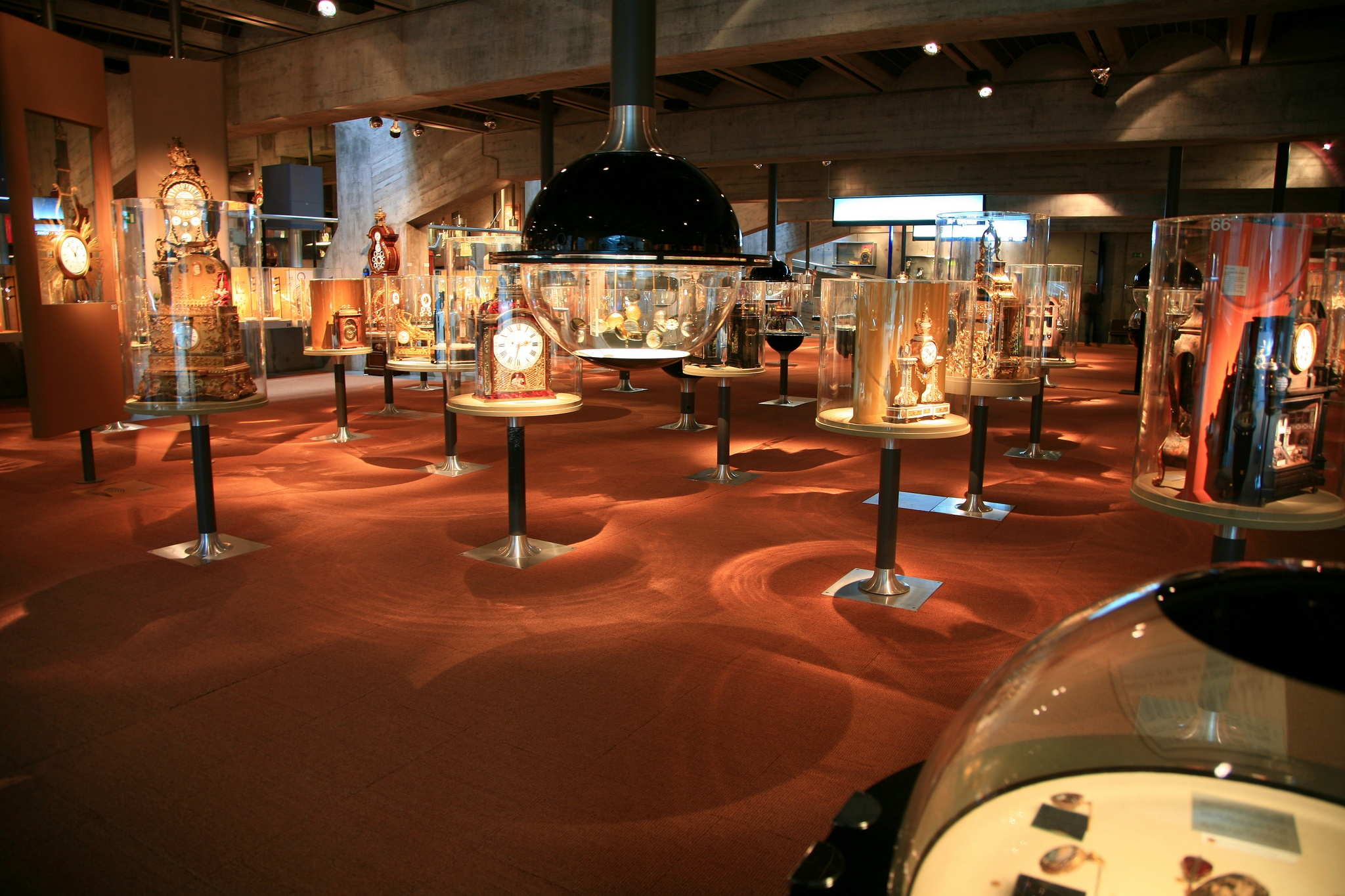
Mezinárodní hodinářské muzeum v La Chaux-de-Fonds

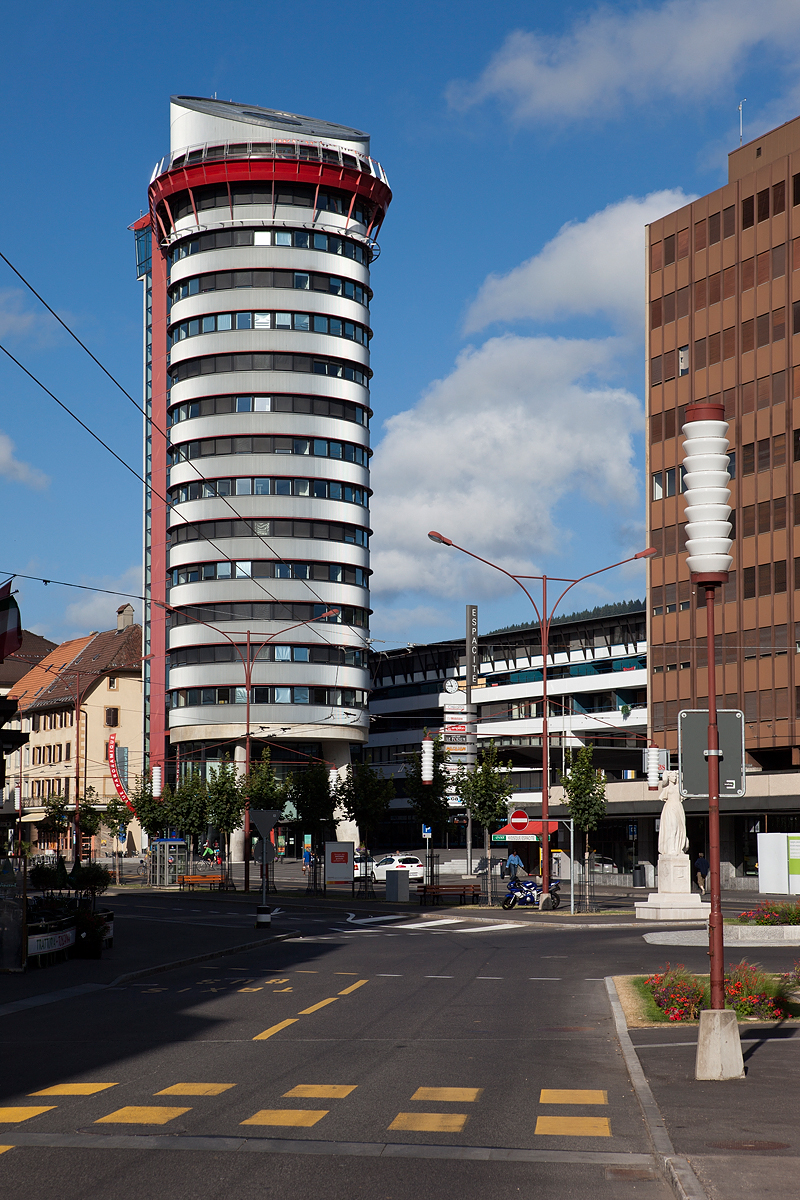
Moderní budova Espacité, sídlo městského úřadu

Během první světové války dostávaly hodinářské firmy především zbrojní zakázky (např. na výrobu přesných rozbušek pro dělostřelecké granáty). S koncem války se počet těchto objednávek snížil. Od roku 1933, kdy začala druhá světová válka, se židovští výrobci museli potýkat s tím, že jejich židovské kontakty v okupovaných zemích byly stále více perzekvovány. Některé židovské podniky v La Chaux-de-Fonds byly sledovány německými špiony a podezřívány z nelegálního vývozu válečného materiálu pro spojence.
Na počátku 20. století sociální napětí několikrát vyvrcholilo stávkami. Vladimir Iljič Lenin žil během svého švýcarského exilu mimo jiné v La Chaux-de-Fonds. Na komunální úrovni nahradili sociální demokraté v roce 1912 dříve dominantní radikální demokraty. Během národní stávky v roce 1918, která byla předčasně ukončena, zorganizoval pravicový extremista Théodore Aubert první ozbrojené skupiny strážců mezi členy Švýcarského alpského klubu (SAC). 18. září 1934 se krajně pravicoví extremisté z uskupení Ordre national neuchâtelois ve městě střetli s antifašisty.
V následujícím období však měly sociálně demokratické a komunistické strany v Generální radě a městské radě vždy většinu. Během španělské občanské války se v La Chaux-de-Fonds rekrutovali dobrovolníci do mezinárodních brigád. V letech 1912 až 1971 vycházel také sociálnědemokratický deník La Sentinelle. Krize v hodinářském průmyslu ve 20. a 30. letech 20. století vedly k brzké diverzifikaci průmyslu a vzniku nových odvětví.
Město se rozkládalo na okolních svazích, ale od roku 1920 se výstavba nových vnějších čtvrtí z topografických důvodů odklonila od přísného pravoúhlého půdorysu. Po druhé světové válce následoval opětovný silný růst a další rozmach hodinářského průmyslu. V důsledku hospodářské krize v 70. letech 20. století muselo být uzavřeno mnoho podniků (zejména v hodinářském průmyslu), takže nezaměstnanost rychle rostla a v La Chaux-de-Fonds výrazně klesl počet obyvatel. Během tohoto desetiletí byl kdysi dominantní hodinářský průmysl nahrazen odvětvím přesné mechaniky, mikromechaniky a elektroniky; tento proces pokračuje dodnes.

## Obyvatelstvo
| Vývoj počtu obyvatel | Vývoj počtu obyvatel | Vývoj počtu obyvatel | Vývoj počtu obyvatel | Vývoj počtu obyvatel | Vývoj počtu obyvatel | Vývoj počtu obyvatel | Vývoj počtu obyvatel | Vývoj počtu obyvatel | Vývoj počtu obyvatel | Vývoj počtu obyvatel | Vývoj počtu obyvatel | Vývoj počtu obyvatel | Vývoj počtu obyvatel | Vývoj počtu obyvatel | Vývoj počtu obyvatel |
| -------------------- | -------------------- | -------------------- | -------------------- | -------------------- | -------------------- | -------------------- | -------------------- | -------------------- | -------------------- | -------------------- | -------------------- | -------------------- | -------------------- | -------------------- | -------------------- |
| Rok                  | 1750                 | 1800                 | 1850                 | 1880                 | 1900                 | 1910                 | 1930                 | 1950                 | 1960                 | 1970                 | 1980                 | 1990                 | 2000                 | 2010                 | 2020                 |
| Počet obyvatel       | 2363                 | 4927                 | 12 638               | 23 818               | 35 968               | 37 751               | 35 252               | 33 300               | 38 906               | 42 347               | 37 234               | 36 894               | 37 016               | 37 524               | 36 900               |

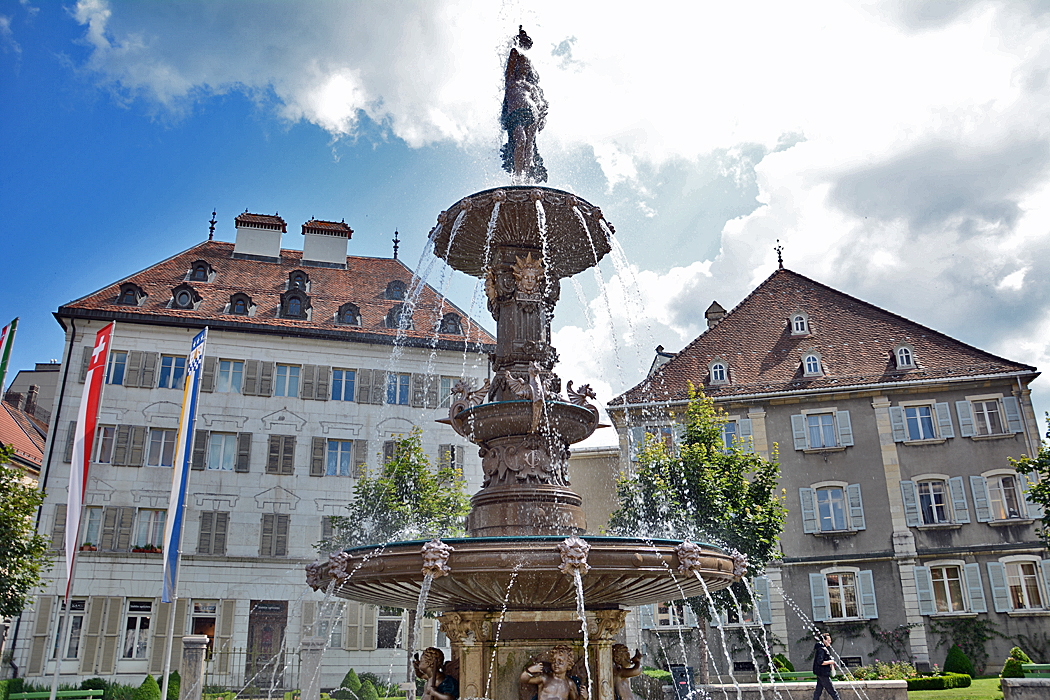
Fontána v centru města

La Chaux-de-Fonds bylo s 36 900 obyvateli (k 31. prosinci 2020) největším městem kantonu Neuchâtel, dokud ho 1. ledna 2021 nepředstihlo hlavní město kantonu, samotný Neuchâtel. Obyvatelé města se nazývají Les Chaux-de-Fonniers. Kanton Neuchâtel je převážně francouzsky mluvící oblastí Švýcarska. 85,5 % obyvatel proto hovoří francouzsky, 3,6 % italsky a 3,2 % portugalsky (údaj z roku 2000). Zatímco v roce 1880 tvořili německy mluvící obyvatelé 31 % populace (především přistěhovalí dělníci z kantonu Bern), v současnosti je podíl německy mluvících obyvatel pouze 2,4 %.
65 % obyvatel se hlásí ke křesťanské církvi: největší skupinu křesťanských vyznání tvoří katolíci (39,1 %), následují reformovaní (23,8 %) a příslušníci ostatních křesťanských církví (0,9 %). 8,4 % obyvatel se hlásí k islámu, 3,5 % k jiným náboženstvím a 0,2 % k židovské víře. 17,6 % je bez vyznání (stav v roce 2020).
Vývoj počtu obyvatel La Chaux-de-Fonds odráží hospodářskou situaci ve vysoko položeném údolí Jury. První vrchol nastal kolem roku 1910. V následujících třech desetiletích došlo k výraznému poklesu v důsledku dvou světových válek, po němž následoval opět výrazný vzestup v 50. a 60. letech 20. století. Největšího rozkvětu dosáhlo La Chaux-de-Fonds v roce 1967, kdy mělo přibližně 43 000 obyvatel. Hospodářská krize, která následně nastala (zejména v hodinářském průmyslu), vedla k masivní vlně emigrace, která přinesla pokles počtu obyvatel o 13 %. Na rozdíl od sousedního města Le Locle dochází v La Chaux-de-Fonds od roku 1980 jen k malým výkyvům, takže počet obyvatel zůstává v posledních desetiletích víceméně konstantní.

## Hospodářství

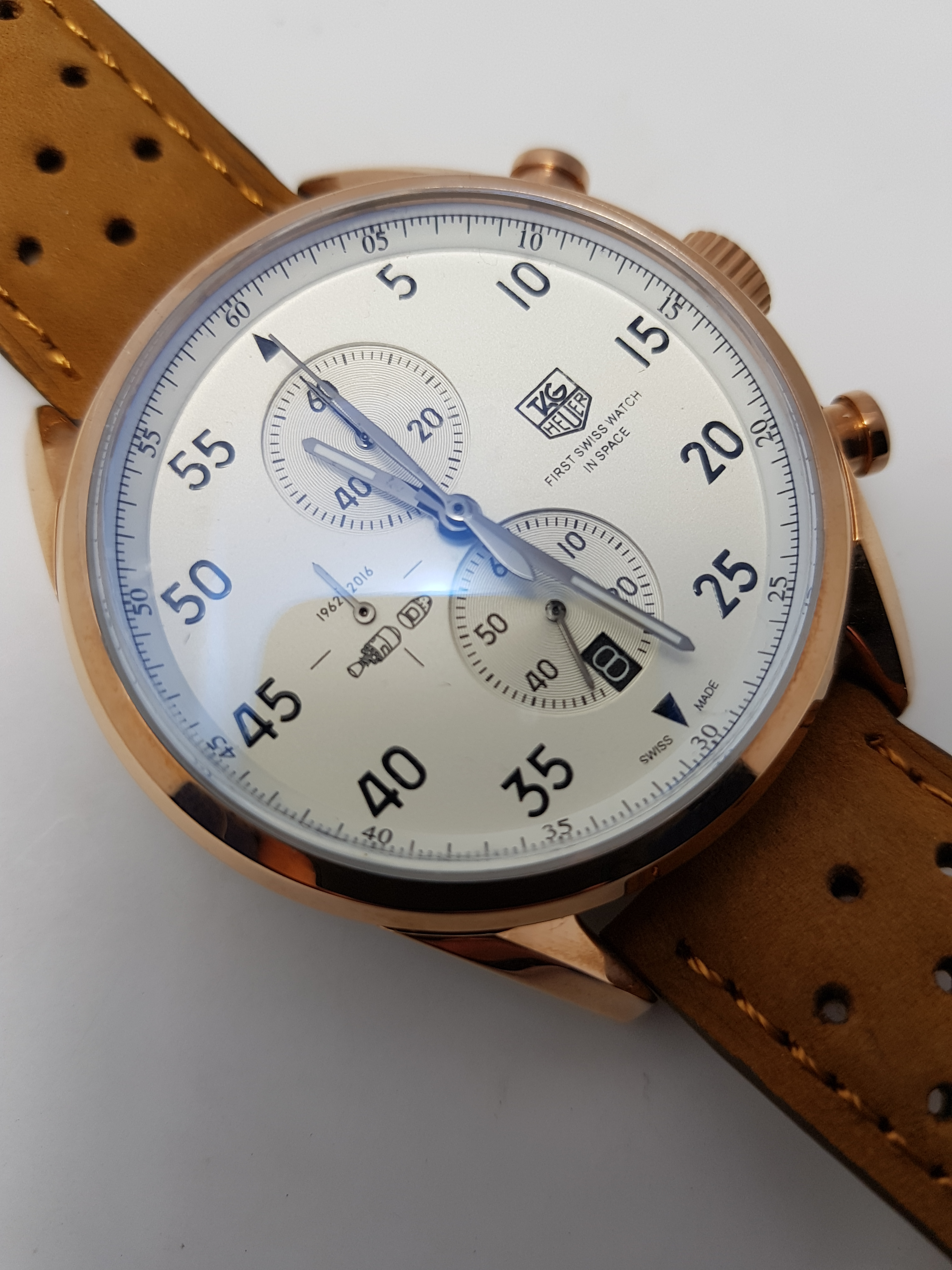
Hodinky TAG Heuer, vyráběné v La Chaux-de-Fonds

La Chaux-de-Fonds se kolem poloviny 18. století vyvinulo ze zemědělské vesnice v průmyslovou obec. V té době patřila k nejdůležitějším zaměstnáním obyvatelstva výroba krajek a stále častěji také hodinářství. Od roku 1800 se La Chaux-de-Fonds stalo centrem hodinářského průmyslu. Již v období 1910–1945, kdy byl průmysl těžce zasažen krizí, došlo v této době k první diverzifikaci (například byla zavedena výroba rozhlasových přijímačů). Stejně jako mnoho jiných měst v pohoří Jura trpělo La Chaux-de-Fonds od roku 1970 tzv. quartzovou krizí v hodinářském průmyslu (výrazným vytlačením mechanických hodinek tehdy novými elektronickými hodinkami s technologií quartz). Díky diverzifikaci, která postupně proběhla, se La Chaux-de-Fonds od roku 1980 ekonomicky zotavilo a pokračovalo v zakládání nových průmyslových odvětví.
V současnosti město nabízí přibližně 21 000 pracovních míst. Zemědělství (zejména chov dobytka a produkce mléka) má ve struktuře zaměstnanosti obyvatelstva jen okrajový význam, neboť v primárním sektoru jsou stále zaměstnána 2 % pracovní síly. Přibližně 45 % pracovní síly je zaměstnáno v průmyslovém sektoru, zatímco v sektoru služeb pracuje 53 % pracovní síly (stav v roce 2001).
Zhruba od roku 1970 se průmyslové zóny rozšiřují stále více na jihozápad. Hodinářský průmysl (luxusní hodinky) a jeho dodavatelé mají v La Chaux-de-Fonds stále značný význam. Ve městě sídlí také řada firem, z nichž některé jsou mezinárodně uznávané, v oblasti přesné mechaniky (včetně lékařských přístrojů), mikromechaniky a elektroniky a informačních technologií. Důležitou roli hraje také strojírenství, nábytkářský průmysl, kovovýroba, chemický průmysl, telekomunikace a dodavatelé pro automobilový průmysl. Ve městě sídlí také společnost La Semeuse, jeden z největších švýcarských zpracovatelů kávy.
V posledních desetiletích se La Chaux-de-Fonds stále více rozvíjí jako centrum služeb. Zvláště velký počet pracovníků v tomto hospodářském odvětví je zaměstnán v administrativě, bankovnictví a pojišťovnictví, v logistických firmách, ve školství a zdravotnictví a také v prodeji a pohostinství. Společně s Le Locle je historická část města od roku 2009 zapsána na seznam světového dědictví UNESCO.

### Hodinářství
Město je považováno (společně s blízkými městy Biel/Bienne a Le Locle) za centrum švýcarského hodinářského průmyslu. Ve městě bylo založeno nebo sídlí mnoho hodinářských firem (Breitling, Corum, Ebel, Girard-Perregaux, Omega, Ulysse Nardin, TAG Heuer a další), sídlí zde také mezinárodní hodinářské muzeum (Musée international d'horlogerie).

## Doprava

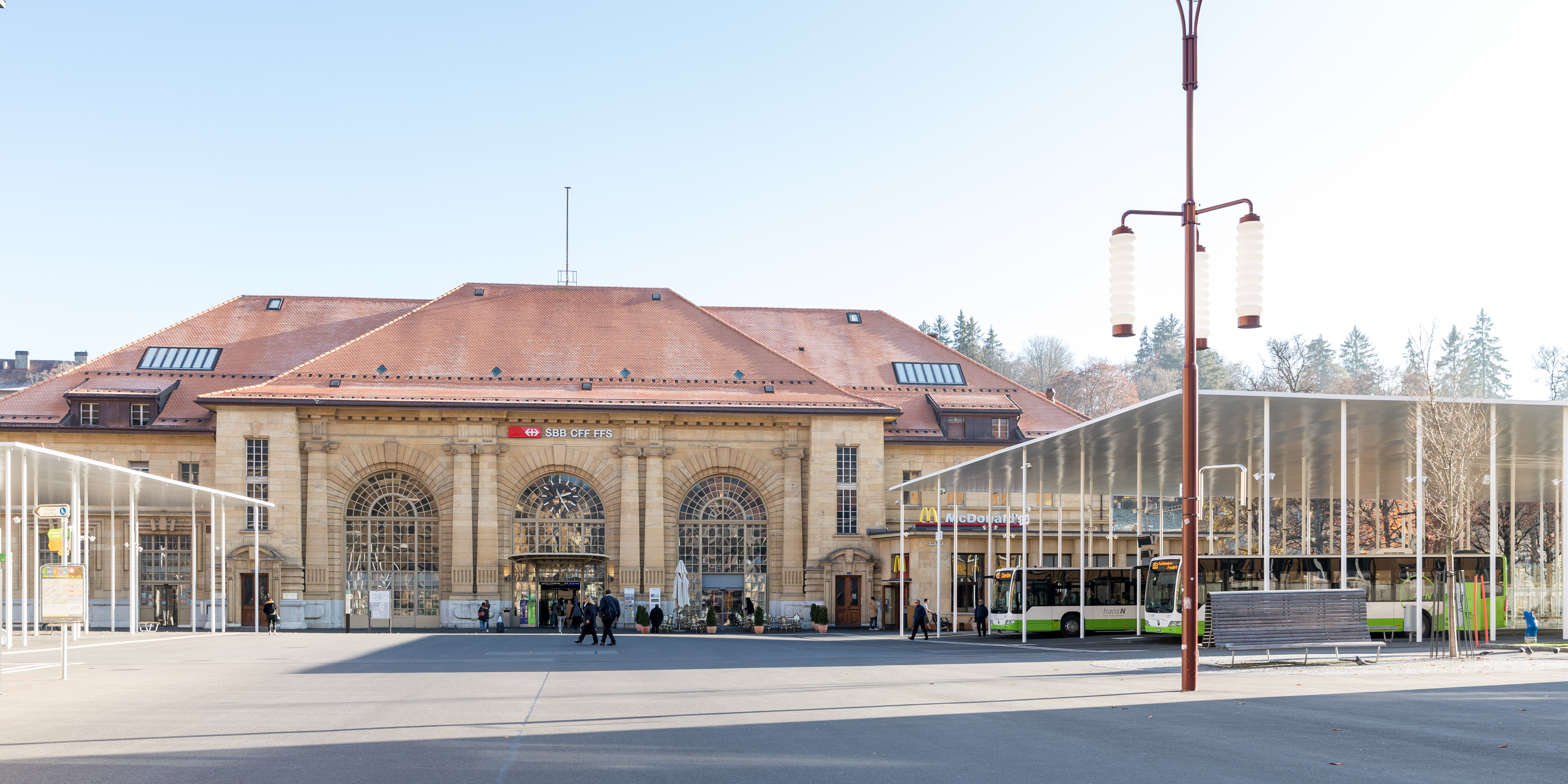
Železniční stanice La Chaux-de-Fonds

### Železnice
Ve stanici La Chaux-de-Fonds se setkávají dvě normálněrozchodné a dvě úzkorozchodné tratě. Jako první byla 2. července 1857 otevřena trať z La Chaux-de-Fonds do Le Locle. Následovalo otevření trati do Convers 27. listopadu 1859 a 15. července 1860 průjezdné spojení do Neuchâtelu. Trať z Convers do Bielu byla otevřena 30. dubna 1874; ta byla částečně nahrazena již 17. prosince 1888, kdy byla otevřena přímá trať tunelem Crosettes. Tyto tratě mají normální rozchod a nyní patří Švýcarským spolkovým drahám (SBB). Další spojení vedou do Morteau, Valdahonu a Besançonu s přípoji směr Paříž.
Trať s metrovým rozchodem do Les Ponts-de-Martel byla otevřena 26. července 1887 železniční společností Ponts-Sagne-Chaux-de-Fonds (PSC). Následovalo otevření železniční tratě s metrovým rozchodem do Saignelégier 7. prosince 1892 společností Saignelégier-La Chaux-de-Fonds (SC). Obě tratě s metrovým rozchodem nadále patří dvěma různým společnostem, prvníTransports Publics Neuchâtelois (zkrácený název transN, iniciály TRN), druhá Chemins de fer du Jura (CJ).

### Silnice
Nejdůležitější silniční spojení je s hlavním městem kantonu, Neuchâtelem. Zatímco v minulosti bylo nutné 1283 metrů vysoký průsmyk Vue des Alpes překonávat po strmých rampách, od konce roku 1994 existuje přímé, částečně čtyřproudé spojení s Neuchâtelem v podobě rychlostní silnice H20 (tunely pod Mont Sagne a Vue des Alpes). Další důležité silnice vedou z La Chaux-de-Fonds přes Le Locle do Besançonu, přes Franches-Montagnes do Delémontu a přes Vallon de Saint-Imier do Bielu.

## Osobnosti

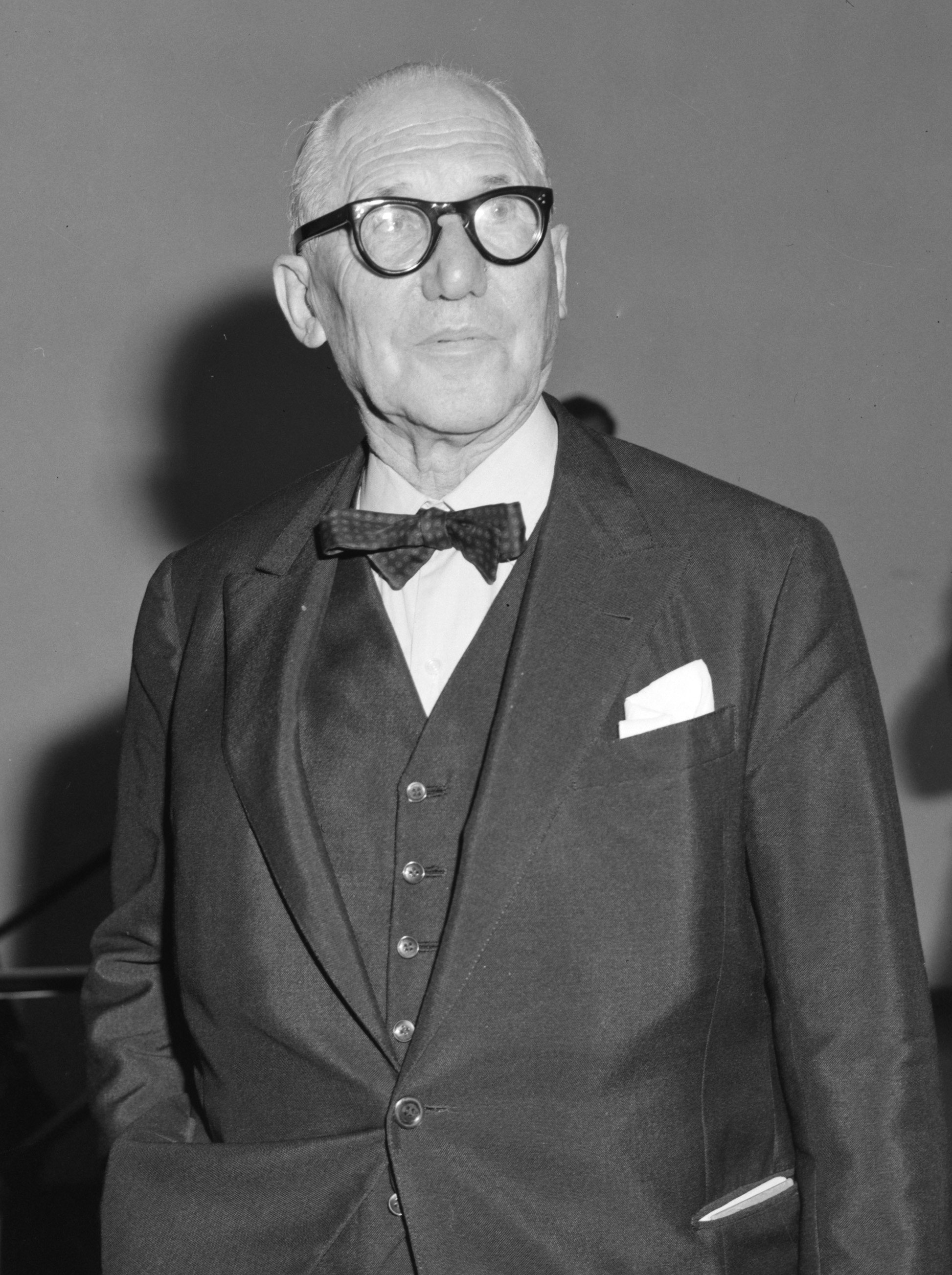
Le Corbusier

- Charles Antenen (1929–2000), fotbalista
- Armand Borel (1923–2003), matematik
- Blaise Cendrars (1887-1961), básník a spisovatel
- Le Corbusier (1887–1965), architekt, urbanista, designér
- Louis Chevrolet (1878–1941), automobilový závodník a konstruktér
- Patrice Gaille (* 1956), sportovní šermíř
- Adrienne von Speyr (1902–1967), lékařka a křesťanská mystička

## Partnerská města
- Frameries, Belgie[13]